# Улица патријарха Јоаникија (Београд)
| Улица · ПАТРИЈАРХА ЈОАНИКИЈА | Улица · ПАТРИЈАРХА ЈОАНИКИЈА             |
| ---------------------------- | ---------------------------------------- |
|                              |                                          |
| Општина                      | Раковица                                 |
| Почетак                      | Улица кнеза Вишеслава (Београд)          |
| Крај                         | Улица Сретена Младеновића Мике (Београд) |
| Створена                     | 1979.                                    |
| Названа                      | 2004.                                    |
| Стари називи                 | Ратка Вујовића Чоче                      |
|                              |                                          |
|                              |                                          |
|                              |                                          |

Улица патријарха Јоаникија налази се у Београду, у општини Раковица. Датира из 1979. године. Протеже се од Кнеза Вишеслава до Сретена Младеновића - Мике.

## Име улице
Улица је основана 1979. године под називом Ратка Вујовића - Чоче. Године 2004. назив је промењен у Патријарха Јоаникија.

## Патријарх Јоаникије
Патријарх Јоаникије био је први српски патријарх у периоду од 1346. до 1354.

## Суседне улице
- Ибарска магистрала
- Видиковачки венац
- Пилота Михаила Петровића
- Кнеза Вишеслава
- Липа
- Сретена Младеновића - Мике
- Једанаесте крајишке дивизије
- Гочка